# Tren de los Pueblos Libres
El Tren de los Pueblos Libres era un servicio ferroviario que unía Argentina y Uruguay, a través de un recorrido total de 813 km, operado por la empresa Trenes de Buenos Aires (TBA), sobre ramales del Ferrocarril General Urquiza, en Argentina, y de la Administración de Ferrocarriles del Estado (AFE), en Uruguay. La conexión había funcionado entre 1982 y 1985, entre las ciudades de Concordia y Salto; tras 26 años de interrupción, la conexión ferroviaria de pasajeros entre los dos países fue reinaugurada en 2011 (la conexión siempre estuvo activa para el transporte de cargas).
El primer viaje de prueba de esta segunda etapa se realizó el 6 de agosto de 2011 (el coche motor continuó hasta Montevideo para realizar algunas pruebas, adonde llegó después de acciones sindicales el 11 de agosto) y la inauguración formal del servicio quedó a cargo de los presidentes de ambos países el 29 de agosto, con un acto en Salto. El tren realizó su primer viaje con pasajeros el 23 de septiembre de 2011, partiendo desde la Estación Pilar, en Argentina, y con destino en Paso de los Toros, Uruguay.  No obstante, en dicho viaje el tren llegó solamente hasta Salto, ya que no tenía todavía habilitación del Ministerio de Transporte de Uruguay para operar más allá de esa ciudad; el tren continuó vacío hasta Paso de los Toros. Finalmente, el servicio se reinició el 30 de septiembre de 2011, ahora en todo su recorrido, como prueba, por seis meses.
Operó solo seis veces hasta Paso de los Toros, y luego fue cortado en Paysandú (a pesar de las promesas de TBA de «servicio diario desde diciembre»), a partir de noviembre de 2011.  Un mes más tarde, el servicio fue nuevamente acortado, llegando hasta Salto. 
Finalmente, en febrero de 2012 dejó de circular, luego del choque de Once.  Posteriormente, TBA paralizó todos sus servicios debido a que el gobierno argentino le retiró la concesión a partir del 24 de mayo y no fue renovado el contrato entre TBA y AFE.

## Recorrido
Entre sus terminales, Pilar y Paso de los Toros, el tren realizaba escalas en las estaciones argentinas de Zárate, Carbó, Urdinarrain, Basavilbaso, Villaguay Este, San Salvador y Concordia Central, y en las estaciones uruguayas de Salto, Quebracho, Paysandú y Guichón.
El proyecto se proponía también unir Buenos Aires y Montevideo en etapas posteriores.
La vinculación internacional se realizaba por el coronamiento de la represa de Salto Grande, sobre el río Uruguay.
Desde la Estación Pilar hasta la ciudad de Buenos Aires, el servicio era continuado en ómnibus.